# Lijst van Fear Streetboeken
Dit is een lijst van boeken in de serie Fear Street en de spin-offseries daarvan, geschreven door de Amerikaanse schrijver R.L. Stine.
De verhalen spelen zich af in en rond de fictieve straat Fear Street. Het eerste boek in de serie, The New Girl, werd in de VS gepubliceerd in 1989. De oorspronkelijke serie bestaat uit 52 boeken. Daarnaast zijn er verscheidene spin-offseries verschenen, die samen uit nog eens 107 boeken bestaan. Sommige boeken maken deel uit van verschillende (spin-off)series: De stiefbroer hoort bij de originele serie maar is ook het eerste deel van de spin-offserie New Fear Street; De ergste nachtmerrie is zowel deel vier van de cheerleaderserie als deel zeven van de superchillerserie. Hoofdpersonages duiken vaak op in andere Fear Streetboeken als minder belangrijke personages.
Op zijn minst een deel van de boeken is vertaald naar het Nederlands.

## Lijst van Fear Streetboeken
| #   | Serie                                              | Oorspronkelijke titel                            | Nederlandse titel            |
| --- | -------------------------------------------------- | ------------------------------------------------ | ---------------------------- |
| 001 | Originele serie                                    | The New Girl                                     |                              |
| 002 | Originele serie                                    | The Surprise Party                               |                              |
| 003 | Originele serie                                    | The Overnight                                    | Reis naar de dood            |
| 004 | Originele serie                                    | Missing                                          |                              |
| 005 | Originele serie                                    | The Wrong Number                                 | Verkeerd verbonden           |
| 006 | Originele serie                                    | The Sleepwalker                                  | Duivelse slaapwandelingen    |
| 007 | Originele serie                                    | Haunted                                          | De levende schim             |
| 008 | Originele serie                                    | Halloween Party                                  |                              |
| 009 | Originele serie                                    | The Stepsister                                   | De stiefzus 1                |
| 010 | Originele serie                                    | Ski Weekend                                      | Gevangen in de sneeuw        |
| 011 | Originele serie                                    | The Fire Game                                    | Het spel met vuur            |
| 012 | Originele serie                                    | Lights Out                                       | Moord in de nacht            |
| 013 | Originele serie                                    | The Secret Bedroom                               | De geheimzinnige slaapkamer  |
| 014 | Originele serie                                    | The Knife                                        | Het horrorziekenhuis         |
| 015 | Originele serie                                    | The Prom Queen                                   |                              |
| 016 | Originele serie                                    | First Date                                       | Dodelijk verliefd            |
| 017 | Originele serie                                    | The Best Friend                                  | Hartsvriendin 1              |
| 018 | Originele serie                                    | The Cheater                                      |                              |
| 019 | Originele serie                                    | Sunburn                                          |                              |
| 020 | Originele serie                                    | The New Boy                                      |                              |
| 021 | Originele serie                                    | The Dare                                         |                              |
| 022 | Originele serie                                    | Bad Dreams                                       |                              |
| 023 | Originele serie                                    | Double Date                                      |                              |
| 024 | Originele serie                                    | The Thrill Club                                  |                              |
| 025 | Originele serie                                    | One Evil Summer                                  |                              |
| 026 | Originele serie                                    | The Mind Reader                                  |                              |
| 027 | Originele serie                                    | Wrong Number 2                                   |                              |
| 028 | Originele serie                                    | Truth or Dare                                    |                              |
| 029 | Originele serie                                    | Dead End                                         |                              |
| 030 | Originele serie                                    | Final Grade                                      |                              |
| 031 | Originele serie                                    | Switched                                         |                              |
| 032 | Originele serie                                    | College Weekend                                  |                              |
| 033 | Originele serie                                    | The Stepsister 2                                 | De stiefzus 2                |
| 034 | Originele serie                                    | What Holly Heard                                 |                              |
| 035 | Originele serie                                    | The Face                                         |                              |
| 036 | Originele serie                                    | Secret Admirer                                   | De akelige aanbidder         |
| 037 | Originele serie                                    | The Perfect Date                                 | Het perfecte paar            |
| 038 | Originele serie                                    | The Confession                                   | De bekentenis                |
| 039 | Originele serie                                    | The Boy Next Door                                | Flirt met de dood            |
| 040 | Originele serie                                    | Night Games                                      | Nachtspelletjes              |
| 041 | Originele serie                                    | Runaway                                          |                              |
| 042 | Originele serie                                    | Killer’s Kiss                                    |                              |
| 043 | Originele serie                                    | All-Night Party                                  | Nachtfeest                   |
| 044 | Originele serie                                    | The Rich Girl                                    |                              |
| 045 | Originele serie                                    | Cat                                              | Kat                          |
| 046 | Originele serie                                    | Fear Hall: The Beginning                         | Fear Hall: Het begin         |
| 047 | Originele serie                                    | Fear Hall: The Conclusion                        | Fear Hall: De ontknoping     |
| 048 | Originele serie                                    | Who Killed The Homecoming Queen?                 |                              |
| 049 | Originele serie                                    | Into The Dark                                    | Verblind                     |
| 050 | Originele serie                                    | Best Friend 2                                    | Hartsvriendin 2              |
| 051 | Originele serie                                    | Trapped                                          | In de val                    |
| 052 | Originele serie/New Fear Street                    | The Stepbrother                                  | De stiefbroer                |
| 053 | New Fear Street                                    | Camp Out                                         | Survivaltocht                |
| 054 | New Fear Street                                    | Scream, Jennifer, Scream!                        | Jennifer gilt                |
| 055 | New Fear Street                                    | The Bad Girl                                     | Het experiment               |
| 056 | A Fear Street Novel                                | Party Games                                      |                              |
| 057 | A Fear Street Novel                                | Don’t Stay Up Late                               |                              |
| 058 | A Fear Street Novel                                | The Lost Girl                                    |                              |
| 059 | A Fear Street Novel                                | Can You Keep A Secret?                           |                              |
| 060 | A Fear Street Novel                                | The Dead Boyfriend                               |                              |
| 061 | Fear Street Super Chiller                          | Party Summer                                     |                              |
| 062 | Fear Street Super Chiller                          | Silent Night                                     |                              |
| 063 | Fear Street Super Chiller                          | Goodnight Kiss                                   | Middernachtskus 1            |
| 064 | Fear Street Super Chiller                          | Broken Hearts                                    |                              |
| 065 | Fear Street Super Chiller                          | Silent Night 2                                   |                              |
| 066 | Fear Street Super Chiller                          | The Dead Lifeguard                               | Pas op: verdrinkingsgevaar   |
| 067 | Fear Street Super Chiller/Fear Street Cheerleaders | Cheerleaders: The New Evil                       | De ergste nachtmerrie        |
| 068 | Fear Street Super Chiller                          | Bad Moonlight                                    | Valse noten                  |
| 069 | Fear Street Super Chiller                          | The New Year’s Party                             | Het nieuwjaarsfeestje        |
| 070 | Fear Street Super Chiller                          | Goodnight Kiss 2                                 | Middernachtskus 2            |
| 071 | Fear Street Super Chiller                          | Silent Night 3                                   |                              |
| 072 | Fear Street Super Chiller                          | High Tide                                        | Verraderlijke stroming       |
| 073 | Fear Street Super Chiller                          | Cheerleaders: The Evil Lives!                    |                              |
| 074 | Fear Street Cheerleaders                           | The First Evil                                   | De nachtmerrie begint        |
| 075 | Fear Street Cheerleaders                           | The Second Evil                                  | De nachtmerrie gaat door     |
| 076 | Fear Street Cheerleaders                           | The Third Evil                                   | De laatste nachtmerrie       |
| 077 | Fear Street Saga                                   | The Betrayal                                     |                              |
| 078 | Fear Street Saga                                   | The Secret                                       |                              |
| 079 | Fear Street Saga                                   | Burning                                          |                              |
| 080 | Fear Street 99: Huis van het kwaad                 | The First Horror                                 | De eerste gruwel             |
| 081 | Fear Street 99: Huis van het kwaad                 | The Second Horror                                | De tweede gruwel             |
| 082 | Fear Street 99: Huis van het kwaad                 | The Third Horror                                 | De derde gruwel              |
| 083 | Cataluna Chronicles                                | The Evil Moon                                    |                              |
| 084 | Cataluna Chronicles                                | The Dark Secret                                  |                              |
| 085 | Cataluna Chronicles                                | The Deadly Fire                                  |                              |
| 086 | Fear Park                                          | The First Scream                                 | De eerste schreeuw           |
| 087 | Fear Park                                          | The Loudest Scream                               | De hardste schreeuw          |
| 088 | Fear Park                                          | The Last Scream                                  |                              |
| 089 | Het spookt in Fear Street                          | Hide and Shriek                                  | Spookverstoppertje           |
| 090 | Het spookt in Fear Street                          | Who’s Been Sleeping In My Grave?                 | Opletten!                    |
| 091 | Het spookt in Fear Street                          | The Attack of the Aqua Apes                      | De aap komt uit de mouw      |
| 092 | Het spookt in Fear Street                          | Nightmare in 3-D                                 |                              |
| 093 | Het spookt in Fear Street                          | Stay Away from the Tree House                    |                              |
| 094 | Het spookt in Fear Street                          | Eye of the Fortuneteller                         |                              |
| 095 | Het spookt in Fear Street                          | Fright Knight                                    |                              |
| 096 | Het spookt in Fear Street                          | The Ooze                                         |                              |
| 097 | Het spookt in Fear Street                          | Revenge of the Shadow People                     |                              |
| 098 | Het spookt in Fear Street                          | The Bugman Lives!                                |                              |
| 099 | Het spookt in Fear Street                          | The Boy Who Ate Fear Street                      |                              |
| 100 | Het spookt in Fear Street                          | Night of the Werecat                             |                              |
| 101 | Het spookt in Fear Street                          | How to Be a Vampire                              |                              |
| 102 | Het spookt in Fear Street                          | Body Switchers from Outer Space                  |                              |
| 103 | Het spookt in Fear Street                          | Fright Christmas                                 |                              |
| 104 | Het spookt in Fear Street                          | Don't Ever Get Sick at Granny's                  |                              |
| 105 | Het spookt in Fear Street                          | House of a Thousand Screams                      | Spookhuis                    |
| 106 | Het spookt in Fear Street                          | Camp Fear Ghouls                                 | Monsters                     |
| 107 | Het spookt in Fear Street                          | Three Evil Wishes                                |                              |
| 108 | Het spookt in Fear Street                          | Spell of the Screaming Jokers                    | De vloek van de jokers       |
| 109 | Het spookt in Fear Street                          | The Creature from Club Lagoona                   |                              |
| 110 | Het spookt in Fear Street                          | Field of Screams                                 |                              |
| 111 | Het spookt in Fear Street                          | Why I'm Not Afraid of Ghosts                     |                              |
| 112 | Het spookt in Fear Street                          | Monster Dog                                      |                              |
| 113 | Het spookt in Fear Street                          | Halloween Bugs Me!                               |                              |
| 114 | Het spookt in Fear Street                          | Go to Your Tomb–Right Now!                       |                              |
| 115 | Het spookt in Fear Street                          | Parents from the 13th Dimension                  |                              |
| 116 | Het spookt in Fear Street                          | Hide and Shriek II                               |                              |
| 117 | Het spookt in Fear Street                          | The Tale of the Blue Monkey                      | Het geheim van de blauwe aap |
| 118 | Het spookt in Fear Street                          | I Was a Sixth-Grade Zombie                       | Het raadsel van de zombies   |
| 119 | Het spookt in Fear Street                          | Escape of the He-Beast                           | Het beest is ontsnapt        |
| 120 | Het spookt in Fear Street                          | Caution: Aliens At Work                          | Pas op, buitenaardse wezens  |
| 121 | Het spookt in Fear Street                          | Attack of the Vampire Worms                      | De wormen vallen aan         |
| 122 | Het spookt in Fear Street                          | Horror Hotel – Part I: The Vampire Checks in     |                              |
| 123 | Het spookt in Fear Street                          | Horror Hotel – Part II: Ghosts in the Guest Room |                              |
| 124 | Het spookt in Fear Street                          | The Funhouse of Dr. Freek                        |                              |
| 125 | Fear Street Sagas                                  | A New Fear                                       |                              |
| 126 | Fear Street Sagas                                  | House of Whispers                                |                              |
| 127 | Fear Street Sagas                                  | Forbidden Secrets                                |                              |
| 128 | Fear Street Sagas                                  | The Sign of Fear                                 |                              |
| 129 | Fear Street Sagas                                  | The Hidden Evil                                  |                              |
| 130 | Fear Street Sagas                                  | Daughters of Silence                             |                              |
| 131 | Fear Street Sagas                                  | Children of Fear                                 |                              |
| 132 | Fear Street Sagas                                  | Dance of Death                                   |                              |
| 133 | Fear Street Sagas                                  | Heart of the Hunter                              |                              |
| 134 | Fear Street Sagas                                  | The Awakening Evil                               |                              |
| 135 | Fear Street Sagas                                  | Circle of Fire                                   |                              |
| 136 | Fear Street Sagas                                  | Chamber of Fear                                  |                              |
| 137 | Fear Street Sagas                                  | Faces of Terror                                  |                              |
| 138 | Fear Street Sagas                                  | One Last Kiss                                    |                              |
| 139 | Fear Street Sagas                                  | Door of Death                                    |                              |
| 140 | Fear Street Sagas                                  | The Hand of Power                                |                              |
| 141 | Fear Street Sagas                                  | The Raven Woman                                  |                              |
| 142 | Fear Street Sagas                                  | Carousel of Fear                                 |                              |
| 143 | De laatste klas                                    | Let's Party!                                     | Feest van de dood            |
| 144 | De laatste klas                                    | In Too Deep                                      | Gevangen                     |
| 145 | De laatste klas                                    | The Thirst                                       | De grote dorst               |
| 146 | De laatste klas                                    | No Answer                                        | Verbroken verbinding         |
| 147 | De laatste klas                                    | Last Chance                                      | De laatste kans              |
| 148 | De laatste klas                                    | The Gift                                         | Geketend                     |
| 149 | De laatste klas                                    | Fight, Team, Fight!                              | Perfect                      |
| 150 | De laatste klas                                    | Sweetheart, Evil Heart                           | Hartendief                   |
| 151 | De laatste klas                                    | Spring Break                                     | Vrij!                        |
| 152 | De laatste klas                                    | Wicked                                           | Wreed                        |
| 153 | De laatste klas                                    | The Prom Date                                    | De afspraak                  |
| 154 | De laatste klas                                    | Graduation Day                                   | Het einde                    |
| 155 | Fear Street Nights                                 | Moonlight Secrets                                |                              |
| 156 | Fear Street Nights                                 | Midnight Games                                   |                              |
| 157 | Fear Street Nights                                 | Darkest Dawn                                     |                              |
| 158 | Revived series / Fear Street Super Thriller        | Party Games                                      |                              |
| 159 | Revived series / Fear Street Super Thriller        | Don’t Stay Up Late                               |                              |